# Operativna skupina M
Operativna skupina M je bila bojna skupina (v moči bataljona), ki je delovala v sestavi Slovenskega domobranstva med drugo svetovno vojno.

## Zgodovina
Bojna skupina je bila ustanovljena februarja 1944 iz delov II., VI. in VI. bojnih skupin in bila maja istega leta preimenovana v Bataljon M.
Deli skupine so bili nastanjeni v postajankah Črne vasi, Iga, Škofljice, Pijave Gorice, Grosupljem, Velikih Lašč, Ribnice, Zdenske vasi, Kočevja,...